# 井川館
井川館（いがわやかた）、または井川城（いがわじょう）は、長野県松本市井川城（地名）にあった信濃国守護・小笠原氏の館（日本の城、平城）。「小笠原氏城跡」として林城と共に国の史跡に指定されている。

## 概要
1334年（建武元年）に小笠原貞宗が信濃国守護に就任し、伊那郡松尾（現在の長野県飯田市）から信濃府中（現在の松本市）に住まいを移す際に築城された。
水が豊富で一帯が「井川」と呼ばれていたため井川城となった。後に林城や館町を造営したため、こちらは支城となった。
安土桃山時代以前は、地方武士の城館は質素なつくりであったため、遺構もほとんど発見されず、田畑の隙間に城郭の跡が残されているだけであり、それも宅地化により徐々に失われつつある。
「松本市特別史跡」（国の特別史跡ではない）に指定されていたが、2017年（平成29年）に解除され、林城と共に国の史跡に指定された。案内看板はあるものの、田んぼの真ん中にあるためたどり着きにくい。

## 交通

### 鉄道
- JR篠ノ井線（中央線） 松本駅。

アルピコ交通（通称・松本電鉄）上高地線西松本駅。

### 路線バス
- 中条バス停（ぐるっとまつもとバス） 
  - 山形線、空港・今井線など。

### 道路
- 県道297号
- 国道19号